# 어핑턴의 백마

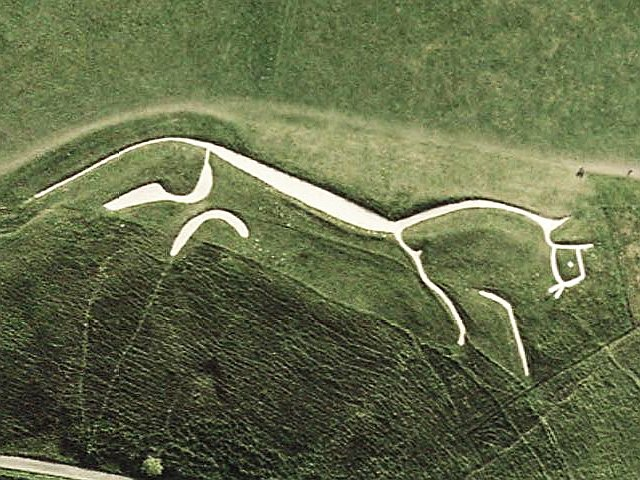
어핑턴의 백마

어핑턴의 백마(Uffington White Horse)는 영국 옥스퍼드셔주 어핑턴의 들판에 위치한 말 모양의 이미지이다. 이 백마는 기원전 1,000년경에 그려졌다고 추정하고 있다.

## 같이 보기
- 케른아바스의 거인
- 윌밍턴의 롱맨